# Rénovation nationale (Chili)
Pour les articles homonymes, voir Rénovation nationale.

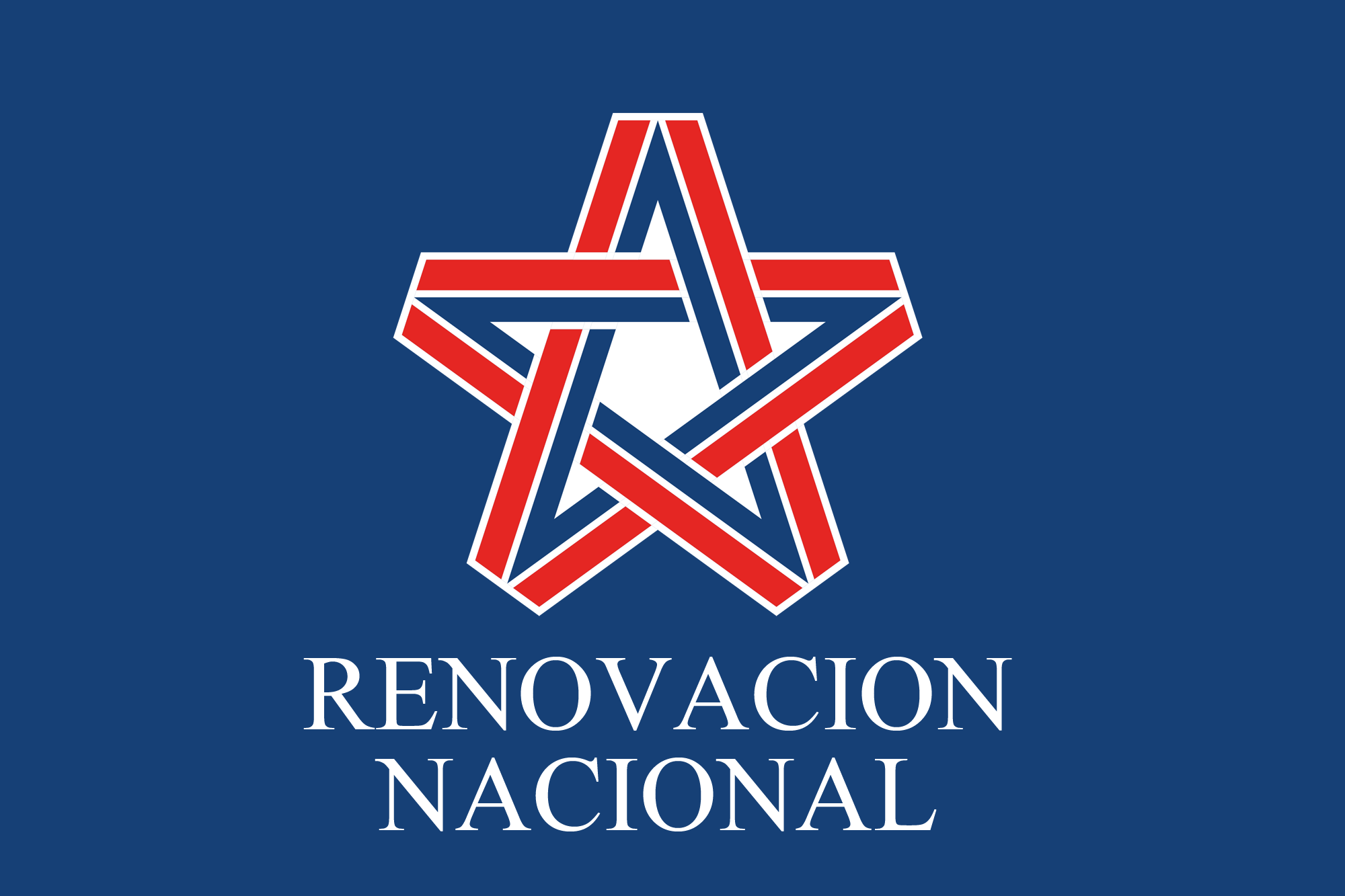
Drapeau de Rénovation nationale.

Rénovation nationale (en espagnol : Renovación Nacional, abrégé en RN) est un parti politique chilien de droite, fondé en 1987.
Partisan du libéralisme économique et d'une république décentralisée et laïque, le parti est membre de l'Alliance pour le Chili, de l'Union démocrate internationale et de l'Union des partis latino-américains.
Figure historique de RN au côté notamment de Sergio Onofre Jarpa et Andrés Allamand, l’homme d’affaires Sebastián Piñera est le candidat du parti à l'élection présidentielle de 2005-2006, qu'il perd au second tour face à la socialiste Michelle Bachelet. Piñera est cependant élu président en 2010 et réélu en 2017.

## Historique

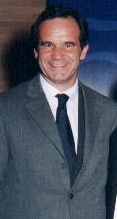
Andrés Allamand, cofondateur du parti en 1987.

Rénovation nationale est fondée le 29 avril 1987 par 351 militants issus de mouvements politiques conservateurs ou démocrate-chrétiens comme le Mouvement de l'union nationale (Movimiento de Unión Nacional), l'Union démocrate indépendante (UDI), le front national du travail (Frente Nacional del Trabajo) et par d'anciens militants ou élus du Parti national et du Parti démocrate-chrétien du Chili qui avaient soutenu et collaboré à la dictature militaire d'Augusto Pinochet.
Rénovation nationale est la continuité des partis les plus anciens de l’histoire du Chili. Il est principalement le successeur du Parti national auxquels s'ajoutent plusieurs adeptes du centre-droit démocratique. Contrairement à l'UDI qui  sera son concurrent, RN est composée de plusieurs tendances politiques du centre droite à la droite libérale. Si RN cherche à se démarquer du général Pinochet et des abus de son régime, il veut valoriser son héritage économique et politique. Mais contrairement à la Démocratie chrétienne, qui fut alliée du Parti national durant la période 1972-1973, la RN maintient son appui au renversement du gouvernement de Salvador Allende qui était, selon elle, pleinement justifié par le contexte de l'époque et la très forte polarisation de la période 1970-1973.
Rénovation nationale fut à l'époque le premier nouveau parti politique constitué au Chili à la suite de la levée de l'interdiction des partis politiques par la dictature. Dirigé par Andrés Allamand et Ricardo Rivadenerira, avocat du conseil de défense de l'État, le parti compta plus de 60 000 membres à la fin de l'année 1987 en dépit de la défection des ultra-conservateurs de l'UDI. Favorable à une transition en douceur vers la démocratie, RN n'adopte pas de position consensuelle lors du référendum sur la prorogation des pouvoirs à Augusto Pinochet. Certains comme Piñera font campagne contre le maintien de Pinochet au pouvoir estimant que le pays est prêt pour une transition pacifique rapide à la démocratie alors que d'autres estiment que celle-ci sera tout autant possible avec son maintien au pouvoir.
À partir de 1988, la RN met fortement l’accent sur la transition démocratique, "sur la rencontre entre Chiliens et sur la double consolidation du système démocratique et du modèle socioéconomique hérité du régime militaire". La réalité des gouvernements de la Concertation à partir de 1990 représente le triomphe du discours de Rénovation nationale qui, de fait, n'hésite pas sporadiquement à passer des accords avec ses adversaires du centre-gauche, notamment durant la période où celui-ci est dominé par le parti démocrate-chrétien.
Membre de l'Alliance pour le Chili, le candidat de RN, Sebastián Piñera, s'est imposé avec 25,41 % des voix face à celui de l'UDI, Joaquín Lavín (23,22 %), lors de l'élection présidentielle de 2006 avant d'être battu au second tour par Michelle Bachelet, candidate de la Concertation des partis pour la démocratie.

## Doctrine

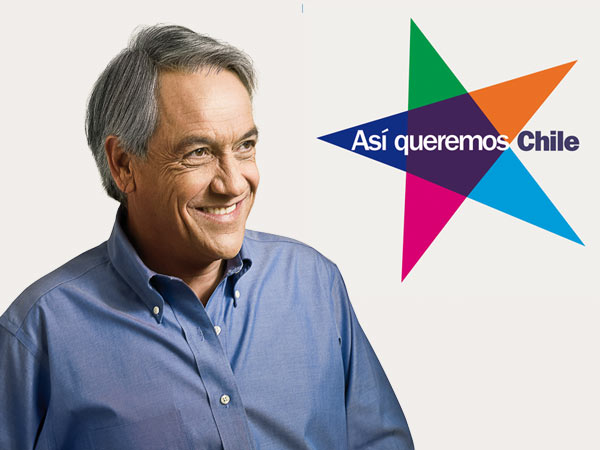
Sebastián Piñera.

La RN est un parti classique de la droite libérale. Partisan du libéralisme économique et de la « stimulation de la liberté individuelle », l’entreprise privée est, selon son programme, « le pilier de base irremplaçable dans une société libre pour le développement économique et social, [car] son initiative, son dynamisme et sa capacité de création favorisent le progrès ». Son discours sur la femme est moins « maternaliste » que celui de l’UDI. La RN est opposé à la légalisation de l’avortement et aux revendications homosexuelles. En 2018, une députée de la RN se revendique pro-Pinochet sous les applaudissements vigoureux de dizaines de militants et cadres de son parti. 
Rénovation nationale est sociologiquement le parti des milieux d’affaires et de l’élite économique du pays. Oscillant entre 14 % et 18 % des votes, son discours pénètre par conséquent moins que celui de l’UDI dans les classes les plus populaires. Autrefois partenaire dominant de la coalition de droite pendant la transition démocratique, la RN est devenu le partenaire mineur de l’UDI jusqu'en 2005, année où Sebastián Piñera, qui avait voté No en 1988, coiffe au poteau Joaquim Lavin (UDI) lors du premier tour de l'élection présidentielle. Piñera est l'un des hommes les plus riches et puissants du Chili, combinant les pouvoirs économique, médiatique et politique. Pragmatique, il cherche ostensiblement à transgresser les frontières politiques établies depuis 1988, en allant chercher les voix du centre et des Démocrates-chrétiens.

## Logos

Logo de 1987-2001, 2002-2005, et 2012-2014.
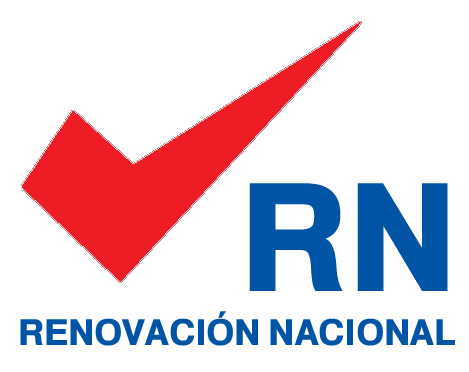
Logo de 2001-2002.
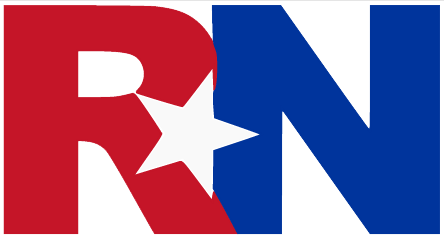
Logo de 2005-2009.
Logo de 2009-2012.
Logo depuis 2014.

## Présidents
| Nom                 | Période               | Observations |
| ------------------- | --------------------- | --- |
| Ricardo Rivadeneira | 1987                  | Ancien avocat du conseil de défense de l'État |
| Sergio Onofre Jarpa | 1987-1990             | Président du Parti national (1970-1973) Ministre de l'Intérieur (1983-1985) Sénateur (1990-1994).                                                                                 |
| Andrés Allamand     | 1990-1999             | Cofondateur de RN Député (1994-1998) Sénateur (2006-2014) |
| Alberto Espina      | 1999                  | Député (1990-1994; 1994-1998; 1998-2002) Sénateur (2002-2010) |
| Alberto Cardemil    | 1999-2001             | Député (1993-2005) |
| Sebastián Piñera    | 2001-2004             | Sénateur (1990-1998) Président de la République (2010-2014; depuis 2018) |
| Sergio Diez         | 2004-2006             | Ancien sénateur (1994-2002) |
| Carlos Larraín      | 2006-2014             | Conseiller municipal et ancien maire de Las Condes |
| Cristián Monckeberg | 2014-2018             | Ministre secrétaire général de la Présidence (2020-2021) Ministre du Développement social et de la Famille (juin-juillet 2020) Ministre du Logement et de l'Urbanisme (2018-2020) |
| Mario Desbordes     | 2018-2020             | Député (2018-2020) Ministre de la Défense (juillet-décembre 2020) |
| Rafael Prohens      | depuis 2020 (intérim) | Sénateur (depuis 2018) Intendant de la Région d'Atacama (2012-2014) |

## Résultats électoraux
| Élection | Députés   | Députés | Députés  | Sénateurs | Sénateurs | Sénateurs |
| Élection | Votes     | %       | Sièges   | Votes     | %         | Sièges    |
| -------- | --------- | ------- | -------- | --------- | --------- | --------- |
| 1989     | 1 242 432 | 18,28   | 29 / 120 | 731 678   | 10,76     | 13 / 47   |
| 1993     | 1 098 852 | 16,31   | 29 / 120 | 279 580   | 14,92     | 11 / 47   |
| 1997     | 971 903   | 16,77   | 23 / 120 | 629 394   | 14,85     | 7 / 49    |
| 2001     | 845 865   | 13,77   | 18 / 120 | 342 045   | 19,74     | 7 / 49    |
| 2005     | 920 524   | 14,12   | 19 / 120 | 515 185   | 10,80     | 8 / 38    |
| 2009     | 1 165 679 | 17,82   | 18 / 120 | 382 728   | 20,19     | 8 / 38    |
| 2013     | 924 780   | 14,90   | 19 / 120 | 730 915   | 16,24     | 7 / 38    |
| 2017     | 1 067 270 | 17,80   | 36 / 155 | 349 622   | 20,98     | 7 / 43    |